# Кревільєнт
Кревільєнт, Кревільєнте (валенс. Crevillent (офіційна назва), ісп. Crevillente) — муніципалітет в Іспанії, у складі автономної спільноти Валенсія, у провінції Аліканте. Населення — 29 881 особа (1 січня 2022).

## Географія
Муніципалітет розташований на відстані близько 350 км на південний схід від Мадрида, 30 км на захід від Аліканте.
На території муніципалітету розташовані такі населені пункти: (дані про населення за 2010 рік)
- Касікас: 83 особи
- Кревільєнт: 27762 особи
- Ла-Естасьйон: 64 особи
- Ель-Реаленго: 344 особи
- Рінкон-де-лос-Паблос: 35 осіб
- Сан-Феліпе-Нері: 450 осіб

## Демографія
Динаміка населення (INE ):

## Галерея зображень

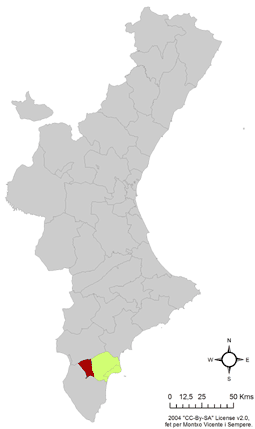
Розташування муніципалітету Кревільєнт у автономній спільноті Валенсія
Розташування муніципалітету Кревільєнт у комарці Бахо-Віналопо
План муніципалітету Кревільєнт
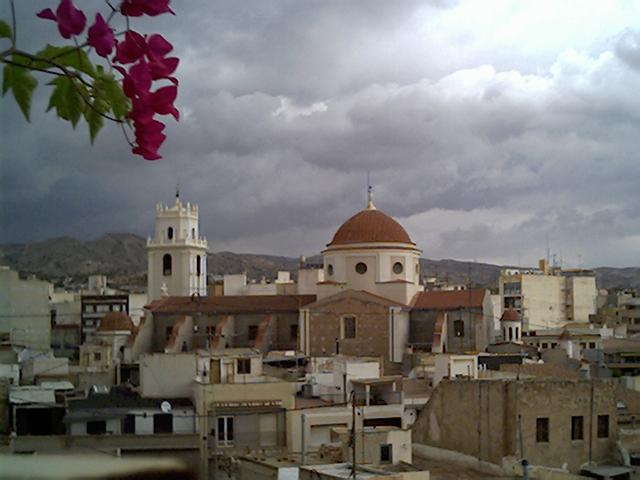
Церква Нуестра-Сеньйора-де-Белен